# Via della Cuccagna
Via della Cuccagna är en gata i Rione Parione i Rom. Den löper från Piazza Navona till Piazza di San Pantaleo. 

## Beskrivning
Gatunamnet "cuccagna" åsyftar "albero della cuccagna", ett folknöje som brukade äga rum på Piazza Navona. En hög påle, insmord med fett, ställdes upp på torget. I toppen hängde olika typer av livsmedel och godsaker. Den person som lyckas klättra uppför hela pålen fick dessa.
Vid Via della Cuccagna är Palazzo Braschi och Palazzo Orsini belägna.
Vicolo della Cuccagna är en gränd som löper mellan Via della Cuccagna och Piazza dei Massimi. Vid gränden finns en medeltida byggnad, förmodligen från 1300-talet.

## Omgivningar
Kyrkobyggnader
- Sant'Agnese in Agone
- Sant'Ivo alla Sapienza
- Nostra Signora del Sacro Cuore
- San Pantaleo

Gator och gränder
- Via della Posta Vecchia

## Bilder
| - Den medeltida byggnaden vid Vicolo della Cuccagna. |